# Hroðgar

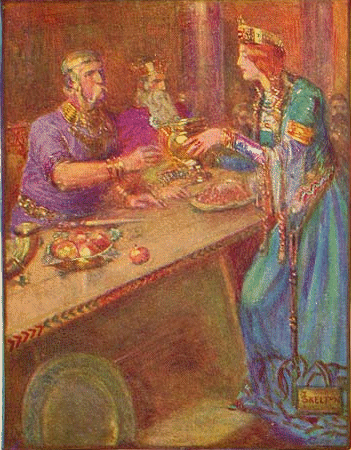
La regina Wealhþeow che serve Hroðgar (sfondo, al centro) e i suoi uomini.

Hroðgar (o anche Hrothgar, Hróarr, Hroar, Roar, Roas e Ro) fu un re leggendario danese, vissuto all'inizio del VI secolo.
Un re danese di nome Hroðgar compare nelle opere di poesia epica in antico inglese come il Beowulf e il Widsith e in saghe norrene, poemi in norreno e cronache medievali in danese. Sia nella tradizione anglosassone che in quella scandinava Hroðgar è un Scylding, il figlio di Healfdene, il fratello di Halga e lo zio di Hroðulf. Inoltre, in entrambe le tradizioni, i personaggi menzionati sono contemporanei al re svedese Eadgils; e sempre entrambe parlano di una faida tra due uomini, Froda e Ingeld. C'è consenso quindi sul fatto che le due tradizioni, anglosassone e scandinava, descrivano le stesse persone.

## Nomi
"Hroðgar", "Healfdene" e gli altri nomi usati sopra sono forme dell'antico inglese. Nelle fonti non anglosassoni, i nomi di questi personaggi appaiono più o meno in corrispondenza con forme dell'norreno o antico danese o nomi latinizzati. Il nome di Hroðgar in proto-norreno sarebbe stato *Hrōþigaizaz ("lancia famosa"). È da notare comunque che il nome norreno Hróarr e le sue varianti non derivano da *Hrōþigaizaz, ma da *Hrōþiwarjaz ("difensore famoso") o *Hrōþiharjaz ("guerriero famoso"). Tuttavia questi due nomi, che in Scandinavia si trasformarono in Hróarr, non avevano un equivalente anglosassone, pertanto furono tradotti con Hroðgar che era l'equivalente più prossimo.

## Poemi anglosassoni
Hroðgar compare in due poemi anglosassoni, il Beowulf e il Widsith. Il Beowulf dà il racconto completo di Hroðgar e di come l'eroe dei Geati Beowulf si rechi da lui per liberare il suo popolo dal mostro Grendel. Widsith nomina soltanto Hroðgar, Heorot, Hroðulf (figlio di suo fratello) e il loro nemico Ingeld, ma completa le informazioni date nel Beowulf nei casi in cui non siano totalmente soddisfacenti, come per esempio la storia della fine della sua faida con Ingeld.

### IlBeowulf
Nel poema epico Beowulf, Hroðgar è descritto come il costruttore della grande Heorot, e come re della Danimarca quando l'eroe dei Geati, Beowulf arriva per sconfiggere Grendel.
Quando è introdotto il personaggio di Hroðgar per la prima volta, si dice che fosse il secondo dei quattro figli di re Healfdene: aveva un fratello maggiore, Heorogar, che fu re prima di lui, un fratello minore, Halga, e una sorella, moglie del re di Svezia. La sorella non ha nome nel manoscritto e molti pensano che ci sia un errore di scrittura, ma sono stati suggeriti come nomi Signy e Yrsa.
Il poema più avanti racconta che Hroðgar ebbe la meglio in una guerra e che perciò i parenti presero a seguirlo come guida. Era onesto e generoso: "Non infranse mai promesse, distribuì anelli e tesori alla sua tavola". Quando Beowulf condusse i suoi uomini in Danimarca, parlò di Hroðgar a una guardia e all'araldo di Hroðgar: lo chiamò "re di gran fama", "guerriero di gran fama" e "protettore degli Scylding" (il clan regnante), e lo descrisse come "vecchio e buono"; il poeta enfatizza che i Danesi "non trovavano colpe" in Hroðgar e che "per loro era un grande Re". Quando Beowulf sconfisse Grendel, Hroðgar ricompensò lui e i suoi uomini con grandi tesori, mostrando la sua gratitudine e generosità. L'autore dice che Hroðgar era così generoso che "nessun uomo poteva ingannare lui, che desiderava dire la verità.".
Hroðgar era sposato con una donna di nome Wealhþeow, che era una Helming, probabilmente da intendere come "parente di Helm", colui che governava i Wulfing. Quando Hroðgar dà il benvenuto a Beowulf, parla della sua amicizia con la famiglia di Beowulf. Ha incontrato il padre di Beowulf, Ecgþeow, "quando governai inizialmente i Danesi" dopo la morte di Heorogar; piange il fratello caduto ("Era migliore di quanto lo fossi io!") e ricorda quando annullò la faida tra Ecgþeow e i Wulfing. Hroðgar ringrazia Dio per l'arrivo di Beowulf e per la vittoria su Grendel, e giura di amare Beowulf come un figlio.
Il poema introduce Hroðulf (Hrólfr Kraki nelle fonti scandinave) come il maggior sostenitore e il braccio destro di Hroðgar; e apprendiamo successivamente che Hroðulf è il nipote di Hroðgar e che "l'uno era sincero con l'altro". L'informazione complementare che Halga, il fratello minore di Hroðgar, è il padre di Hroðulf ci è pervenuta dalle fonti scandinave, dove si dice che Halga inconsapevolmente ebbe un figlio da sua figlia Yrsa, che prima aveva sedotto o rapito; Yrsa stessa era stata il risultato del rapimento di un'altra donna.
Wealhþeow diede a Hroðgar due figli, Hreðric e Hroðmund, e Hroðulf sarebbe diventato reggente se Hroðgar fosse morto prima che i suoi figli fossero cresciuti abbastanza. Dal momento che Hroðgar a quel tempo era un uomo anziano (dice a Beowulf che ha regnato per "cinquanta inverni" e i due figli di Wealhþeow non sono ancora adulti, sembra che Wealhþeow sia molto più giovane di Hroðgar e che non sia la sua prima moglie.
Hroðgar piomba nella depressione e nella disperazione dopo che la madre di Grendel ha attaccato la reggia e ucciso il migliore amico e consigliere di Hroðgar; ma quando Beowulf lo incita a non abbattersi e gli dice che "è meglio vendicare i nostri amici che piangerli eccessivamente", Hroðgar balza in piedi e ringrazia Dio per le sagge parole di Beowulf, e conduce Danesi e Geati all'attacco del piccolo lago nel quale la madre di Grendel vive.
Dopo che Beowulf ha sconfitto la madre di Grendel, Hroðgar lo ricompensa di nuovo, e poi fa una predica nella quale mette in guardia Beowulf dall'arroganza e dalla negligenza verso Dio.
Beowulf si appresta a ritornare a casa, e Hroðgar lo abbraccia e dice piangendo che non si sarebbero mai più rivisti (perché Hroðgar è un uomo molto vecchio). Questa è l'ultima apparizione di Hroðgar nel poema.
Quando Beowulf racconta la sua avventura al suo signore, Hygelac, dice che Hroðgar aveva anche una figlia, Freawaru; non è chiaro se Freawaru fosse figlia anche di Wealhþeow o fosse nata da un matrimonio precedente. Poiché i Danesi erano in conflitto con gli Heaðobard, il cui re Froda era stato ucciso in guerra dai Danesi, Hroðgar mandò Freawaru a sposare Ingeld figlio di Froda, in un vano tentativo di far cessare la faida.
Beowulf predice a Hygelac che Ingeld si sarebbe rivoltato contro suo suocero Hroðgar. Precedentemente nel poema, l'autore ci dice che la reggia di Heorot era stata alla fine distrutta da un incendio:
(Beowulf, vv. 81-85)
Vi è la tentazione di interpretare che la nuova guerra con Ingeld porterà all'incendio della reggia di Heorot, ma il poema separa le due cose. Secondo il Widsith, Hroðgar e Hroðulf sconfiggono Ingeld, e se si deve credere alle tradizioni scandinave Hroðgar stesso viene ucciso da un parente (nella Hrólfs saga kraka ok kappa hans e nella Saga degli Skjöldungar) o dal re di Svezia (nelle Gesta Danorum), ma viene vendicato dal fratello minore Halga. Halga muore in una spedizione dei Vichinghi; Hroðulf gli succede e la sua fama si accresce, e in accordo con la sua stessa saga (cioè la Hrólfs saga kraka ok kappa hans) e con altre fonti (Chronicon Lethrense, Gesta Danorum e Saga degli Skjöldungar) il cugino e/o cognato di Hroðulf, Heoroweard, uccide Hroðulf (è forse questo l'evento a cui ci si riferisce come l'incendio di Heorot?). Heoroweard stesso muore in questa battaglia, e secondo due fonti (Chronicon Lethrense e Gesta Danorum) questo accade solo poche ore dopo, con un atto di vendetta da parte di un uomo fedele a Hroðulf chiamato Wigg. Questa è l'uccisione che determina la fine della dinastia degli Scylding.

### IlWidsith
Mentre il Beowulf non si sofferma mai sui risultati della battaglia contro Ingeld, il forse più vecchio Widsith ci parla della sconfitta di Ingeld ad Heorot da parte di Hroðgar e Hroðulf:
(Widsith)
Questo passo suggerisce che il conflitto, tra Hroðgar e Hroðulf degli Scylding da una parte e Froda e Ingeld degli Heaðobard dall'altra, era ben noto nell'Inghilterra anglosassone. Questo conflitto appare anche nelle fonti scandinave, ma nella tradizione norrena gli Heaðobard sembrano essere stati dimenticati e la guerra è invece una faida familiare (vedi sezioni successive per maggiori informazioni). Le fonti norrene parlano anche della sconfitta di Ingeld e/o Froda.

## Fonti scandinave
Nelle fonti scandinave, che consistono in saghe norrene, poemi islandesi e cronache danesi, Hroðgar appare anche come un re danese della dinastia degli Scylding (Skjöldungar). Resta sempre il figlio di Healfdene (Halfdan) e il fratello maggiore di Halga; inoltre è ancora zio di Hroðulf. Le fonti scandinave concordano con il Beowulf anche nel dire Hroðgar contemporaneo del re svedese Eadgils. Questo accordo con il Beowulf è significativo dal momento che questi racconti furono trasmessi per tradizione orale per 700-800 anni prima della comparsa degli scritti che oggi abbiamo e che fra essi e il Beowulf e il Widsith ci sono 300-400 anni di differenza.
Ci sono anche delle differenze. Ingeld e Froda compaiono anche nella tradizione norrena (rispettivamente come Ingjaldr e Fróði), ma il loro popolo, gli Heaðobard, è stato dimenticato, e la faida tribale era diventata una faida familiare. La relazione padre-figlio è stata anche invertita in alcune fonti, e così il fratello di Healfdene talora è Ingeld, talora è Froda; Healfdene fu ucciso da Froda/Ingeld, che fu ucciso a sua volta da Hroðgar e Halga. Tuttavia, nella tradizione scandinava, Hroðgar è solo un personaggio minore se comparato al nipote Hroðulf. Tali differenze indicano che il Beowulf e le fonti norrene rappresentano tradizioni differenti, pur con gli stessi personaggi.
I nomi di Hroðgar e degli altri compaiono nella forma che hanno in antico islandese o in antico danese latinizzato, lingue del periodo in cui le leggende furono scritte, e non nella forma dell'antico inglese o del proto-norreno.
È stato oggetto di dibattito se l'eroe Beowulf potesse avere la stessa origine del berserker Böðvarr Bjarki che compare nelle fonti scandinave.
Fra queste fonti, è la più famosa, la Hrólfs saga kraka ok kappa hans, a presentare le maggiori differenze con il Beowulf: una di esse è il fatto che Hroðgar abdica in favore del fratello minore Halga e si trasferisce in Northumbria. Le fonti scandinave hanno integrato e aggiunto informazioni su cui gli studiosi si sono interrogati esaminando il Beowulf, come per esempio l'informazione che Halga era (probabilmente) il padre di Hroðulf. Un altro esempio è l'esistenza di una donna chiamata Yrsa, a cui comunque è stato dato un ruolo che non ha mai avuto in alcun'altra fonte, quello di sorella di Hroðgar.

### Saghe e poemi nordici
Nelle fonti islandesi, Hroðgar, Halga e Hroðulf compaiono con i loro nomi antico-islandesi; essi sono Hróarr, Helgi e Hrólfr (quest'ultimo seguito dall'epiteto Kraki). Nel caso della Saga degli Skjöldungar è sopravvissuto solo un riassunto latino, perciò qui i nomi ci sono arrivati latinizzati. Le fonti islandesi possono essere suddivisi in due gruppi: la Hrólfs saga kraka ok kappa hans da una parte, la Saga degli Skjöldungar e il Bjarkarímur dall'altra. Entrambi i gruppi narrano della faida di Hroðgar e Halga con Froda/Fróði e Ingeld/Ingjaldr. Tuttavia, mentre la Hrólfs saga kraka ok kappa hans dice che il fratello di Healfdene è Froda, la Saga degli Skjöldungar e il Bjarkarímur dicono che egli è Ingeld. La Hrólfs saga kraka ok kappa hans inoltre discorda con tutte le altre fonti facendo abdicare Hroðgar e facendolo trasferire in Northumbria.

#### LaHrólfs saga kraka ok kappa hans
La Hrólfs saga kraka ok kappa hans racconta che Halfdan ebbe due figli maschi, Hróarr e Helgi, e una figlia femmina, Signý, moglie di Sævil Jarl. Halfdan aveva anche un fratello di nome Fróði ed entrambi governavano un regno, ma Halfdan era di animo gentile e amichevole, mentre Fróði era malvagio. Egli attaccò e uccise Halfdan e si autoproclamò re di una Danimarca unificata; poi si diede da fare per neutralizzare i nipoti, Hróarr e Helgi. Tuttavia i due fratelli sopravvissero su un'isola protetti da un uomo chiamato Vivil; e dopo alcune vicissitudini riuscirono a vendicare loro padre uccidendo Fróði.
Hróarr è presentato come "mite e gaio", e lasciò il trono al fratello Helgi. Poi incontrò Norðri re di Northumberland, dove sposò sua figlia Ögn. Per ringraziarlo di avergli lasciato la sua fetta di regno, Helgi diede a Hróarr un anello d'oro.
Hrókr, figlio di Sævil Jarl e Yrsa e nipote di Hróarr e Helgi, divenne invidioso per il fatto di non avere ereditato niente dal nonno Halfdan; si recò quindi dallo zio Helgi per rivendicare la sua eredità. Helgi si rifiutò di dargli un terzo della Danimarca, perciò si recò in Northumbria per reclamare almeno l'anello. Chiese a Hróarr se potesse almeno dargli un'occhiata, dopodiché lo afferrò e lo gettò nell'acqua. Hróarr si infuriò, tagliò i piedi di Hrókr e lo rispedì alle sue navi. Hrókr non riuscì a sopportare un tale affronto, così tornò con una grande armata e uccise Hróarr. Helgi vendicò poi il fratello tagliando anche le braccia di Hrókr. Il figlio di Hróarr, Agnar, ritrovò l'anello immergendosi nell'acqua e da quest'impresa acquistò grande gloria; si dice che Agnar sia diventato anche più grande del padre, e molto si parla di lui nelle antiche saghe.
Helgi attaccò la Svezia per riprendersi Yrsa, sua figlia e amante, ma fu ucciso da re Aðils; gli succedette sul trono Hrólfr Kraki, figlio suo e di Yrsa.
Anche se la Hrólfs saga kraka ok kappa hans concorda con tutte le altre fonti scandinave riguardo al rapporto incestuoso fra Helgi e sua figlia Yrsa, discorda con tutte e con il Beowulf nel non porre Hroðgar re di Danimarca. Il suo posto è preso invece dal fratello Helgi e Hroðgar è detto essersi trasferito nel Northumberland, dove sposa Ögn, figlia di un probabilmente fittizio re Norðri che diede il suo nome al Northumberland (Norðimbraland). Ci sono opinioni discordanti sul fatto che ci siano o meno connessioni tra la moglie di Hroðgar nel Beowulf (Wealhþeow) e quella nella Hrólfs saga kraka ok kappa hans (Ögn); è stato suggerito che Ögn dimostri che Wealhþeow e la sua famiglia (gli Helming) fossero anglosassoni. Un'altra differenza è il fatto che i figli di Hroðgar, Hreðric e Hroðmund, non appaiono nella tradizione scandinava ma corrispondono ad Agnar nella Hrólfs saga kraka ok kappa hans.

#### LaSaga degli Skjöldungare ilBjarkarímur
La Saga degli Skjöldungar e il Bjarkarímur raccontano una storia simile a quella della Hrólfs saga kraka ok kappa hans, ma con alcune differenze. Ricompare l'Ingeld (Ingjaldus) del Beowulf, ma stavolta è Ingeld il padre di Froda (Frodo) e al contrario della Hrólfs saga kraka ok kappa hans è Ingeld il fratellastro di Healfdene (Haldan).
Le fonti rivelano che Haldan aveva un fratellastro di nome Ingjaldus e tre figli dalla regina Sigrith: i figli Roas e Helgo e la figlia Signy.
Ingjaldus è geloso di suo fratello, perciò lo attacca e lo uccide e in seguito sposa Sigrith. Ingjaldus e Sigrith poi hanno due bambini, Rærecus e Frodo. La loro sorellastra Signy vive con la madre finché non sposa Sævil, jarl della Zelanda. Ingjaldus, preoccupato che i nipoti potessero volere vendetta, tenta di trovarli e ucciderli, ma Roas e Helgo sopravvivono nascondendosi su un'isola presso la Scania; quando sono abbastanza grandi, vendicano il padre uccidendo Ingjaldus.
I due fratelli diventano entrambi re di Danimarca, e Roas sposa la sorella del re d'Inghilterra. Quando il figlio di Helgo, Rolfo (che Helgo ha generato dalla sua stessa figlia, Yrsa), ha otto anni, Helgo muore e Rolfo gli succede. Non molto dopo, Roas viene ucciso dai fratellastri Rærecus e Frodo, facendo diventare Rolfo l'unico re di Danimarca.
Questa versione concorda con tutte le altre versioni della leggenda di Hroðgar (Roas) e Halga (Helgo) nel dirli figli di Healfdene (Haldan) e nel presentare Hroðgar come zio di Hroðulf (Rolfo). Concorda col Beowulf e con la Hrólfs saga kraka ok kappa hans nel dire che ebbero una sorella e nel parlare di una loro faida con Froda (Frodo) e Ingeld (Ingjaldus), mentre c'è un rivolgimento nella parentela tra questi ultimi (in questa versione Ingeld è il padre di Froda). Concorda con tutte le fonti scandinave nel parlare della relazione incestuosa tra Halga e la figlia Yrsa. Inoltre concorda con tutte le altre versioni, tranne la Hrólfs saga kraka ok kappa hans, nel presentare Hroðgar come re di Danimarca, anche se concorda con la Hrólfs saga kraka ok kappa hans riguardo al matrimonio con una donna anglosassone. È in accordo con la Hrólfs saga kraka ok kappa hans anche per quanto riguarda il matrimonio tra la loro sorella e un certo Sævil Jarl, e il fatto che si nascosero su un'isola nella fuga dallo zio prima di essere in grado di ucciderlo e vendicare loro padre.

#### LoHversu Noregr Byggðist
L'opera norrena sulla genealogia intitolata Hversu Noregr byggðist dice che Hróarr ebbe un figlio chiamato Valdar, padre di Harald il Vecchio, padre di Halfdan il Valoroso, padre di Ivar Vidfamne che fu il nonno materno di Harald Hildetand. Harald cadde nella Battaglia del Brávellir contro suo nipote Sigurðr Hringr, re di Svezia e padre di Ragnar Lodbrok.
Questa fonte non ci presenta la vita di Hroðgar, ma come Harald Bellachioma discendesse dai re e dagli eroi delle leggende scandinave. L'unica ragione per assumere che Hróarr sia lo stesso Hroðgar delle saghe precedenti è il fatto che Hroðgar fosse il solo personaggio così famoso da non aver bisogno di nient'altro fuorché il nome per essere identificato dal lettore. Comunque, la Saga degli Skjöldungar dice che un certo Valdar contese il trono a Rörek, il cugino di Halga e successore di Hroðulf (Hrólfr Kraki) come re dei Daner. Dopo la guerra Rörek prese la Zelanda mentre Valdar la Scania. Se ci basiamo sulla tradizione del Hversu Noregr byggðist, Valdar aveva tutto il diritto di reclamare il trono essendo figlio del re legittimo precedente, Hroðgar.

### Le cronache medievali danesi
Nel Chronicon Lethrense e nelle Gesta Danorum (opere di storia della Danimarca del XII secolo, scritte in latino), re Hroðgar è menzionato nella forma dell'antico danese Ro o Roe. Suo padre Healfdene compare come Haldan o Haldanus, mentre il fratello Halga come Helghe o Helgo; Hroðulf compare accompagnato da un epiteto come Roluo Krage o Rolf Krage. Il loro nemico svedese, re Eadgils, compare come Athislus o Athisl (ma il Chronicon Lethrense lo chiama Hakon).
L'unica opera danese che mantiene la tradizione della faida con Ingeld e Froda sono le Gesta Danorum.

#### IlChronicon Lethrensee gliAnnales Lundenses
Il Chronicon Lethrense e gli Annales Lundenses che lo contengono riportano che Ro e Helghe erano figli di Haldan, morto di vecchiaia. I due fratello si spartirono il potere: Ro si prese la terra, Helghe il mare. Dicono anche che Ro fondò e diede il nome alla città mercantile di Roskilde e che fu sepolto a Lejre. Comunque, prima che il nipote di Ro, Rolf Krage (Hroðulf) figlio di Helghe e di sua figlia Yrsa, potesse ascendere al trono, il governo della Danimarca fu dato ad un re cane per ordine del re di Svezia Hakon/Athisl (cioè Eadgils).
Il Chronicon Lethrense e gli Annales Lundenses concordano col Beowulf nel presentare Hroðgar (Ro) e suo fratello Halga (Helghe) come figli di Healfdene (Haldan). Tuttavia non contengono una loro descrizione come il Beowulf, né parlano di mogli e figli. Comunque, menzionano una suddivisione del potere tra Hroðgar e Halga dove Halga ha il controllo solo della flotta. È da notare che Hroðgar è detto aver fondato il paese di Roskilde, che coincide nel Beowulf con l'informazione della costruzione di Heorot. La notizia che Hroðulf (Rolf) fosse il prodotto di una relazione incestuosa tra Halga e sua figlia Yrse compare solo nella tradizione scandinava. Come nel Beowulf, anche negli Annales Lundenses Hroðgar è contemporaneo di Eadgils (Athisl), che il Chronicon Lethrense chiama Hakon.

#### IGesta Danorum
Le Gesta Danorum (Libro 2) di Saxo Grammaticus contengono all'incirca le stesse informazioni delle fonti già discusse: che Ro era figlio di Haldanus e fratello di Helgo, e lo zio del suo successore, Roluo Krage (Hroðulf). È detto solo di Ro che è "basso e magro", che fondò la cittadina di Roskilde e che quando loro padre Haldanus morì di vecchiaia Ro e suo fratello Helgo si divisero il potere, assegnandosi Ro la terra e Helgo l'acqua.
Ro non riuscì a difendere il suo regno dagli attacchi del re svedese Hothbrodd, che non si accontentava di combattere ad est ma desiderava saggiare la sua potenza anche contro i Danesi:
(Gesta Danorum)
Ro fu poi vendicato dal fratello Helgo, che poi prontamente andò a est e vi morì coperto di vergogna (perché aveva scoperto di aver generato Roluo Krake dalla sua stessa figlia Urse). Roluo successe a suo padre e suo zio sul trono di Danimarca.
Le Gesta Danorum concordano col Beowulf anche nel presentare Hroðgar (Ro) e Halga (Helgo) come fratelli e come figli di Healfdene (Haldanus). Inoltre, come il Chronicon Lethrense e gli Annales Lundenses, presenta Hroðulf (Roluo) come figlio di Halga e della figlia di Halga. Una differenza rilevante è il fatto che Eadgils (Athisl) è spostato avanti di una generazione, e al suo posto Saxo indica come uccisore di Hroðgar il padre di Eadgils, re Hothbrodd (chiamato in altre fonti Ohthere). Una somiglianza con quest'episodio si può trovare nel Chronicon Lethrense, dove Halga deve uccidere un uomo chiamato Hodbrod per ottenere l'intera Danimarca. Inoltre, Saxo aggiunge il dio Höðr come fratello di Eadgils per presentare più tardi una versione evemerizzata del mito di Baldr.
La tradizione della faida con gli Heaðobard Ingeld e Froda compare due volte nelle Gesta Danorum. La prima volta in cui parla della faida è il Libro 2, nel quale Ingeld (chiamato Ingild) compare insieme al figlio Agnar. In questa versione, il figlio di Ingeld stava per sposare Rute sorella di Hroðulf, ma scoppiò una lotta e Agnar morì in un duello con Böðvarr Bjarki (chiamato Biarco).
Il secondo momento in cui si parla di Froda e Ingeld è nel Libro 7, ma qui Hroðgar è rimpiazzato da un Harald e Halga da un Haldanus. È la versione norrena della faida, simile a quella raccontata nella Saga degli Skjöldungar, nel Bjarkarímur e nella Hrólfs saga kraka ok kappa hans, dove gli Heaðobard sono stati dimenticati e la faida con Froda e Ingeld è diventata una faida familiare. In questa versione Ingeld ha due figli, Frodo (Froda) e Harald (Healfdene); anche qui, come nella Saga degli Skjöldungar e nel Bjarkarímur, il rapporto padre-figlio tra Froda e Ingeld è stato invertito. Frodo uccide suo fratello e cerca di far lo stesso con i due nipoti, Harald (Hroðgar) e Haldanus (Halga); dopo varie avventure, i due fratelli uccidono lo zio e vendicano il padre.

## Osservazioni
Con l'eccezione del Hversu Noregr byggðist, dove è solo un nome in una lista, tre elementi sono comuni a tutte le fonti: Hroðgar era figlio di un re danese di nome Healfdene, era fratello di Halga e zio di Hroðulf. Oltre a questi, la tradizione scandinava aggiunge all'unanimità il particolare della relazione incestuosa tra Halga e sua figlia Yrsa da cui nascerà Hroðulf; questa storia non è presentata nel Beowulf, oppure l'autore non ne era a conoscenza. Le fonti danesi (Chronicon Lethrense, Annales Lundenses e Gesta Danorum) concordano tutte col Beowulf nel dire Hroðgar re di Danimarca; quelle islandesi (Saga degli Skjöldungar, Bjarkarímur e Hrólfs saga kraka ok kappa hans) concordano col Beowulf nel dare a Hroðgar una sorella e nel menzionare la faida con Froda e Ingeld, sebbene con variazioni. Ciò che è unico nelle versioni islandesi è la narrazione delle avventure di Hroðgar e Halga prima che uno dei due diventi re.

## Film
Per la sua posizione centrale nella saga di Beowulf, Hroðgar compare in parecchie opere liriche e drammatiche sull'argomento. Ecco i film in cui compare (con relativo attore che lo interpretava):
- Grendel Grendel Grendel (1981), (Ed Rosser)
- Il 13º guerriero (1999), Sven Wollter;
- Beowulf (1999), Oliver Cotton;
- Beowulf & Grendel (2005), Stellan Skarsgård;
- La leggenda di Beowulf (2007), Anthony Hopkins.

Inoltre, il re dei nani del Ciclo dell'Eredità di Christopher Paolini, Rothgar, si chiama Hrothgar nella versione originale, come questo mitico personaggio.

## Serie televisive
Si può vedere Hroðgar nel 12º episodio della 1ª stagione di Star Trek: Voyager (Eroi e Demoni), quando il Dottore visita uno scenario del Beowulf nel ponte ologrammi per salvare Harry Kim.